# Alan McLoughlin
Pour les articles homonymes, voir McLoughlin.
Alan Francis McLoughlin, né le 20 avril 1967 à Manchester (Angleterre) et mort le 4 mai 2021,  est un footballeur professionnel irlandais. Il évoluait au poste de milieu de terrain.

## Biographie

### Carrière professionnelle
McLoughlin a commencé à jouer au football au club de Manchester United avant de rejoindre Swindon Town en août 1986. Toutefois, son style ne convient pas au type de jeu « à l'anglaise » prôné par l'entraineur Lou Macari. Après seulement sept mois et neuf matches joués, il est transféré sous la forme d’un prêt à Torquay United. À son retour à Swindon, il pense ne pas avoir beaucoup de chances de jouer, mais les blessures et les suspensions conjuguées de plusieurs joueurs lui permettent de rejouer dans l'équipe première. McLoughlin devient alors rapidement un des joueurs clé de l'équipe.
C'est sous la direction du successeur de Lou Macari, l'Argentin Osvaldo Ardiles, que McLoughlin va vraiment éclore. Il est titularisé à chaque match et marque 16 buts lors de la première saison d'Ardiles. À la suite de cette saison, il est choisi pour faire partie de l'équipe de république d'Irlande de football qui participe à la Coupe du monde de football 1990 en Italie. Il apparaît deux fois dans l'équipe (contre l'Angleterre et contre l'Égypte).
Avant même le début de la saison suivante, Swindon est rétrogradé en division inférieure pour malversations dans le paiement des joueurs. Le club vend alors un grand nombre de joueurs. McLoughlin part pour Southampton FC en décembre  et son transfert établit un nouveau record pour le club (1 million de Livres sterling). Il a cependant toutes les peines du monde à retrouver son niveau de l'année précédente. Southampton le prête à Aston Villa puis à Portsmouth FC. Là, il arrive à se faire suffisamment remarquer pour se faire transférer définitivement. Son transfert se conclut à 400 000 livres. Il n'aura joué que 29 matches pour les Saints de Southampton.
À Portsmouth, il devient le capitaine de l'équipe. Il est toujours appelé en équipe nationale et participe à la Coupe du monde de football 1994 aux États-Unis.
En décembre 1999, il est vendu à Wigan Athletic pour 260 000 livres. Il est freiné par de nombreuses blessures et quitte le club en décembre 2001 pour Rochdale FC en ayant joué seulement 12 matchs en tant que titulaire et 10 autres en tant que remplaçant.
Au total, Alan McLoughlin aura été sélectionné 42 fois en équipe nationale et y aura marqué deux buts.

### Fin de carrière et reconversion
Sa carrière de joueur se termine dans le petit club de Forest Green Rovers FC où il signe un contrat d'entraineur-joueur. En 2003, il arrête sa carrière de joueur et devient entraineur à plein temps du club.

### Disparition
Alan McLoughlin meurt des suites d'un cancer  le 4 mai 2021, à l'âge de 54 ans.

## Sources
- (en) Stephen McGarrigle, The Complete who's who of Irish international football : 1945-1996, Edimbourg, Mainstream Publishing, octobre 1996, 237 p. (ISBN 1-85158-894-9), p. 130-131